# Жан Шено
Жан Шено (на френски: Jean Chesneau) е френски писател от XVI век и секретар на френския посланик в Османската империя Габриел дьо Люц Д'Арамон.
Заедно с д'Арамон и втория секретар на Жак Гасу той придружава Сюлейман Великолепни през 1547 г. по време на завладяването на Персия в Османско-Сефевидската война. Жан Шено записва, че д'Aрамон съветва отоманския султана в някои аспекти на военната кампания. Шено пише Пътешествията на Мосю д'Aрамон в Леванта, една интересна хроника на пътуването на Габриел д'Aрамон.